# Periquito-do-tahiti
Periquito-de-testa-preta, periquito-do-taiti ou periquito-do-tahiti (nome científico: Cyanoramphus zealandicus) é uma espécie extinta de ave da família Psittaculidae. Era endêmica do Tahiti.
Foi descoberto na primeira viagem de James Cook em 1769, na qual os dois espécimes disponível hoje em Liverpool e um no Museu de História Natural de Tring parecem ter sido recolhidos.